# تروور ادواردز
تروور ادواردز (انگلیسی: Trevor Edwards؛ ‏زادهٔ ۲۴ ژانویهٔ ۱۹۳۷ – درگذشتهٔ ۳۰ مهٔ ۲۰۲۴) بازیکن فوتبال اهل ولز بود.
از باشگاه‌هایی که وی در آنها بازی کرده‌ می‌توان به باشگاه فوتبال کاردیف سیتی و باشگاه فوتبال چارلتون اتلتیک اشاره کرد.
وی همچنین در تیم‌های ملی فوتبال ولز و استرالیا بازی کرده‌است.